# Herrn Arnes Schatz
Herrn Arnes Schatz (Originaltitel: Herr Arnes penningar) ist ein Roman der schwedischen Schriftstellerin Selma Lagerlöf. Die im Jahr 1904 erschienene Erzählung handelt von einem grausamen Raubmord im Bohuslän des 16. Jahrhunderts und von der Unausweichlichkeit, mit der das Verbrechen gesühnt werden muss.

## Handlung
Drei schottische Landsknechte im Dienst des schwedischen Königs waren wegen des Verdachts des Verrats ins Gefängnis geworfen worden, konnten aber entkommen und wollen nun, als Gerbergesellen verkleidet, in die Heimat fliehen. Als sie ins – damals dänische – Bohuslän kommen, überfallen sie den Pfarrhof von Solberga und töten den Pfarrer Herrn Arne und alle Bewohner des Pfarrhofs. Der Anführer der drei ermordet trotz Bitten der anderen sogar Herrn Arnes junge Enkelin. Nur deren Pflegeschwester Elsalill kann sich verstecken und entkommen. Dann rauben die drei Schotten die Kiste, in der Herr Arne seinen aus der Zeit der Reformation, als die Klöster säkularisiert wurden, stammenden Geldschatz verwahrt. Sie finden auch einen Kapitän, der sie mitsamt etlichen anderen schottischen Landsknechten nach Schottland bringen will. Das Schiff kann aber nicht auslaufen, da das Meer zugefroren ist.
Der arme Fischhändler Torarin aus Marstrand, der kurz vor dem mörderischen Überfall noch bei Herrn Arne zu Tisch gesessen hat, nimmt Elsalill zu sich nach Hause. Elsalill lernt in Marstrand drei reiche und vornehme Schotten kennen. Sie verliebt sich in deren Anführer, Sir Archie. Sir Archie verspricht, Elsalill mit nach Schottland zu nehmen und ihr ein Leben in Reichtum zu ermöglichen. Sir Archie ist schwermütig, weil er einem jungen Mädchen etwas Schlimmes angetan hat. Er hofft, dies wiedergutmachen zu können, wenn er Elsalill heiratet.
Der Geist von Herrn Arnes Enkelin zeigt Elsalill, dass die drei reichen Schotten diejenigen sind, die das Massaker auf dem Pfarrhof von Solberga verübt haben; Sir Archie ist derjenige, der Herrn Arnes Enkelin ermordet hat. Elsalill will Sir Archie trotzdem heiraten, weil sie ihn liebt und in dessen Bestrafung keinen Sinn sieht. Als der Geist unerbittlich bleibt, zeigt Elsalill die drei Schotten an, hofft aber, dass Sir Archie rechtzeitig fliehen kann.
Im Ratskeller sitzen Elsalill und Sir Archie zusammen. Die Stadtwache erscheint, um Sir Archie und die anderen beiden Mörder zu verhaften. Elsalill beschwört Sir Archie zu fliehen. Doch als sie gesteht, Sir Archie verraten zu haben, wandelt sich dessen Liebe in Hass. Elsalill erkennt nun Sir Archies grausamen Charakter. Sir Archie nimmt Elsalill als Geisel. Die Wachen wagen jetzt nicht Sir Archie anzugreifen, aber Elsalill greift nach der Lanze eines Wachmanns und tötet sich damit selbst. Die drei Schotten gelangen auf das Schiff, das am nächsten Morgen auslaufen soll.
Am nächsten Morgen ist das Eis aufgebrochen, nur das Schiff mit den drei Schotten steckt fest. Da erscheint Torarin und beweist dem Kapitän, dass er drei Mörder an Bord hat. Mit dem Geld aus Herrn Arnes Schatztruhe werden die anderen schottischen Landsknechte bestochen, sodass diese Sir Archie und seinen beiden Kumpanen nicht helfen. Dann überwältigt die Schiffsbesatzung Sir Archie und die beiden anderen Mörder. Die Bürger von Marstrand – vielleicht ist es aber auch der Geisterzug der ermordeten Bewohner von Arnes Hof – holen in einem feierlichen Zug über das Eis Elsalills Leiche. Als die Leiche nach Marstrand gebracht ist, bricht das Eis und das Schiff ist endlich frei.

## Bedeutung
Selma Lagerlöf schrieb Herr Arnes penningar im Jahr 1903, in einer Pause während der Arbeit an Nils Holgersson. Die Erzählung beruht auf einer wahren Begebenheit: Die Geschichte von den drei als Gerbergesellen verkleideten Männern, die einen brutalen Raubüberfall auf einen Pfarrhof begingen, war in Bohuslän allgemein bekannt. Selma Lagerlöf hatte die Geschichte von ihrem Bruder Daniel gehört, der in Kungälv als Arzt praktizierte.
Herr Arnes penningar handelt von einem bei Selma Lagerlöf immer wiederkehrenden Thema: die Notwendigkeit und die Unausweichlichkeit der Sühne für begangenes Unrecht. Dieses bezieht sich nicht nur auf den Raubmord der Schotten, sondern auch auf Pfarrer Arne, der aufgrund der Säkularisierung der Klöster im Zuge der Reformation zu seinem Schatz gekommen ist, auf dem somit ein Fluch lastet. Zugleich ist Herr Arnes penningar eine Spukgeschichte, wie Selma Lagerlöf sie liebte. Der Fuhrmann des Todes und Der Ring des Generals bieten später ähnliche Effekte. Die Erzählung gehört in formaler Hinsicht zu Selma Lagerlöfs besten: Von Anfang bis Ende bietet die Handlung eine atemlose, sich immer mehr steigernde Spannung, einschließlich einer wohlplatzierten Verzögerung, wenn kurzzeitig Versöhnung und Vergebung möglich erscheint. Die Geschichte wirkt wie aus einem Guss, der Geschehensablauf ergibt sich wie von selbst aus der inneren Logik der Ereignisse. Meisterhaft ist auch, wie das aufbrechende Eis als Symbol für die endlich durchbrechende Gerechtigkeit eingesetzt wird. Die Sprache zeichnet sich durch eindringliche Schlichtheit und Konzentration aus.
Dass Selma Lagerlöf den Landsknecht als einen grausamen Mann schildert, dem das Morden wesenseigen ist, weist schon auf ihr späteres pazifistisches Bekenntnis in Bannlyst voraus. Durchaus traditionell ist die Opferrolle, die sie der weiblichen Hauptfigur zugedacht hat.
1917 arbeitete Gerhart Hauptmann Herr Arnes penningar zu einem Versdrama mit dem Titel Winterballade um. 1919 drehte Mauritz Stiller auf der Grundlage von Herr Arnes penningar den Stummfilm Herrn Arnes Schatz, der ein Klassiker wurde. Die 1944 vollendete, aber erst 2003 uraufgeführte Oper Nordische Ballade von Manfred Gurlitt basiert ebenfalls auf der Erzählung. Ein Remake des Spielfilms aus dem Jahr 1919 entstand 1954 durch den Regisseur Gustaf Molander, siehe dazu Herrn Arnes Schatz (1954). Zeitweise lief dieser Film auch unter dem Titel Verlorene Liebe in den Kinos.

## Ausgaben
- Selma Lagerlöf: Herrn Arnes Schatz. Erzählung („Herr Arnes Penningar“). Manesse Verlag, Zürich 2008, ISBN 978-3-7175-4081-6 (übersetzt von Maria Franzos).[1]
- Selma Lagerlöf: Herr Arnes Penningar. Bonnier, Stockholm 2001, ISBN 91-0-055789-7.[2]

## Einzelausgaben
1. ↑  Erstausgabe: Fischer Verlag, Berlin 1914 (übersetzt von Marie Franzos).
2. ↑  Erstausgabe: Bonnier Forleget, Stockholm 1904.